# Place des femmes dans le mouvement antimafia
La place des femmes dans l'antimafia se situe dans le contexte plus général de lutte contre la mafia. Ce mouvement est à l'origine de réponses judiciaires, politiques, sociales aux niveaux nationaux et internationaux contre le crime organisé.
En Italie, l'importance des femmes dans ce combat est capitale, en particulier aux niveaux associatif et activiste, par l'engagement de proches de victimes assassinées ou par la volonté de femmes souhaitant s'affranchir de leurs familles mafieuses et collaborant avec la justice. Certaines d'entre elles, comme Ria Atria et Léa Garofalo, sont devenues des figures des mouvements de résistance et de lutte contre le crime organisé.
L'émergence du mouvement des faisceaux siciliens à la fin du xixe siècle représente une première forme d'organisation populaire reconnue s'opposant en partie à la mafia alliée de circonstance du gouvernment italien — les femmes constituent une part importante des sections syndicales de ce mouvement.
La lutte contre la mafia prend une nouvelle forme à la suite de la Seconde Guerre mondiale. Parallèlement aux institutions légales et parlementaires, des femmes issues ou non du milieu de la mafia vont s'élever contre ces organisations. On trouve notamment des militantes, des journalistes, des photographes, des syndicalistes, des victimes ou proches de victimes surtout entre les années 1950 et 1980 avant de voir également des juges et des femmes politiques se joindre à la lutte à partir des années 1990.
Deux profils se démarquent particulièrement : les « témoins de la justice » et les proches des victimes assassinées par la mafia. Parmi ces dernières on distingue également deux catégories : des femmes proches de « serviteurs de l'État » (magistrats, policiers, etc.) et celles issues de milieux populaires voire de la mafia.
Une grande part des femmes luttant contre la mafia se retrouvent également au sein d'associations telles que l'association Libera, le Centre de documentation sicilien « Giuseppe Impastato », le mouvement Ammazzateci tutti et d'autres.

## Origines historique de l'antimafia
Le mouvement antimafia existe depuis l'origine de la mafia, mais dans les années 2000, son histoire est encore peu étudiée. L'implication des femmes dans ce mouvement peut être retracée dès l’émergence des fasci, des communautés paysannes luttant pour la redistribution des terres et traditionnellement opposées aux grands propriétaires terriens.

### Faisceaux siciliens

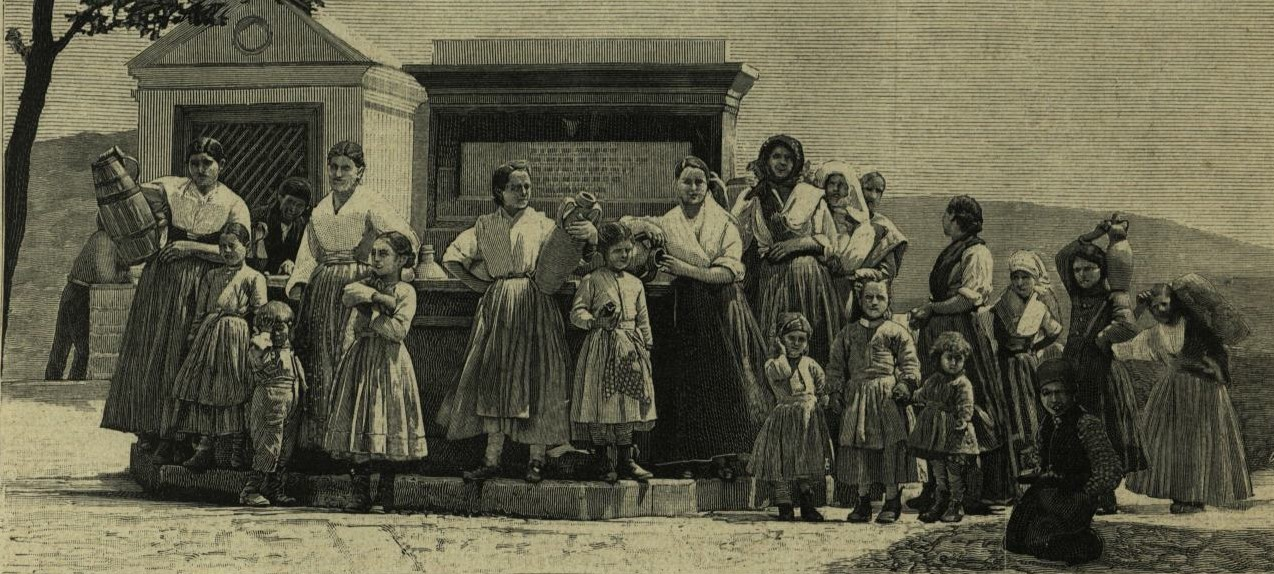
Vêtements des habitants. Le théâtre de l'insurrection sicilienne - Piana dei Greci dans L'Illustrazione italiana du 21 janvier 1894 montrant en majorité des paysannes.

La recherche et les autorités judiciaires ont généralement considéré au xxe siècle que les femmes sont exclues de ce qui constituait les affaires publiques concernant la mafia, considérées comme une affaire d'hommes. D'un autre côté, l'investissement des femmes contre les sociétés mafieuses peut cependant être retracé depuis les fasci siciliens (1892-1894),.
Maria Cammarata, par exemple, est une dirigeante du Fascio dei lavoratori à Piana dei Greci — connu sous le nom de Piana degli Albanesi depuis 1941 —, qui faisait partie du mouvement des Fasci Siciliani. Le rôle des femmes dans les Fasci Siciliani est important mais négligé dans les récits historiques. Dans ce contexte, la mafia résiste fortement à l'idéal de redistribution des terres, y compris à l'époque des fasci dont l'apogée se situe dans les années 1893 à 1894.
De nombreux fasci ont des sections féminines influentes (comme à Corleone, Bisacquino, Chiusa Sclafani, Altofonte et Sommatino). Il est noté qu'à Campofelice di Fitalia la section féminine est plus nombreuse que celle masculine. Ces Faisceaux siciliens subissent la répression du gouvernement qui s'allie par circonstance avec la mafia locale.

## Émergence du rôle des femmes dans la lutte antimafia

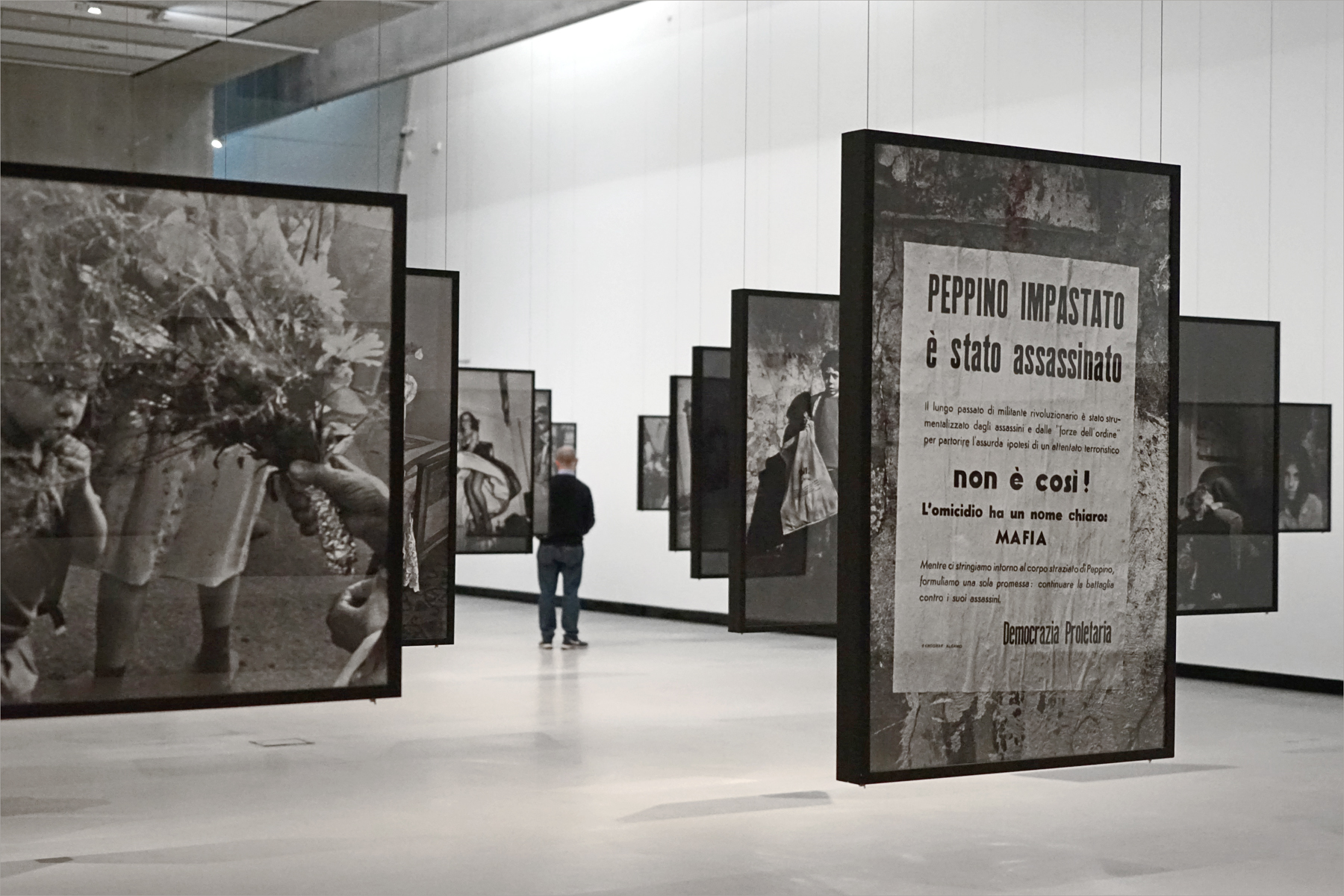
Exposition des photographies de Letizia Battaglia en 2017 (MAXXI, Rome).

### Les années après la Seconde Guerre mondiale
Lors de l'arrivée des Alliés américains après la période fasciste de la Seconde Guerre mondiale, le mouvement paysan italien pour la redistribution des terres reprend son essor jusqu'aux années 1950. Il est également fortement réprimé : 41 syndicalistes sont assassinés, la mafia étant reconnue responsable de la plupart de ces meurtres. Dans ce contexte, la défiance populaire à l'égard de la mafia s'interpénètre avec les revendications sociales des travailleurs ; les femmes occupent un rôle-clef au sein de ce mouvement.
Par la suite, une nouvelle forme de lutte antimafia voit le jour, essentiellement politique, avec l'engagement du Parti communiste et la constitution de la Commission parlementaire antimafia de 1963. Autour de ce mouvement on trouve le journal l'Ora.
La mafia retrouve son influence après avoir été réprimée sous l'ère du fascisme mussolinien, et elle reprend sa lutte contre les mouvements syndicalistes et socialistes. Dans le contexte de nombreux assassinats dont les coupables ne sont pas même recherchés, des femmes siciliennes se rebellent publiquement pour la première fois : Francesca Serio en 1955 et Serafina Battaglia en 1960. Franca Viola, devient célèbre dans les années 1960 pour avoir refusé un « mariage réparateur » avec son bourreau mafioso après avoir été enlevée et violée.

### Les années 1970
Dans les années 1970, diverses initiatives menées par des membres de la société civile émergent. Elles s'intègrent plus largement au contexte de revendications politiques et sociales de cette période. Les femmes parentes des serviteurs de l'État assassinés par la mafia, celles issues des milieux intellectuels ainsi que les militantes politiques (en particulier de gauche) occupent une place notable au sein du mouvement.
En 1977, Anna Puglisi et son mari Umberto Santino (it) fondent le centre sicilien de documentation Giuseppe Impastato dont l'objectif initial est de collecter la documentation à caractère politique, économique, historique et sociologique relatif à la mafia. Il est considéré comme un important centre d'archives mais aussi d'études et de publications. À partir des années 1980, une partie importante des recherches du centre menée par Anna Puglisi est consacrée à la place des femmes dans la mafia et les mouvements antimafia.
Les prises de position individuelles de femmes épouses, filles et mères de victimes de la mafia se multiplient à la fin des années 1970. En 1978, à la suite de l'assassinat de son fils, le journaliste Giuseppe Impastato, Felicia Bartolotta Impastato refuse la vendetta et brise l'omerta en engageant des poursuites contre les assassins de son fils. Elle est secondée dans son combat par son autre fils Giovanni ainsi que par diverses associations et membres du mouvement antimafia sicilien. En 1986, Felicia Impastato publie un livre-témoignage, La mafia in casa mia (« La mafia dans ma maison ») qui a fait l'objet de nombreuses rééditions.

### Les années 1980

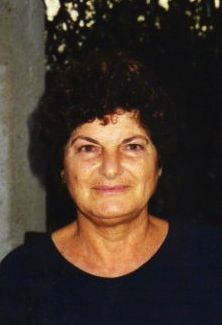
Michela Buscemi, 2013.

Dans les années 1980, dans le contexte politique et culturel du Printemps de Palerme (it), les premiers mouvements de protestation de masse antimafia voient le jour, notamment avec l’émergence d'associations vouées à la lutte contre la mafia, comme l'Association des femmes siciliennes pour la lutte contre la mafia. L'envoi d'une pétition populaire adressée au président Sandro Pertini et qui récolte plus de 30 000 signatures est une étape dans la visibilité des femmes au sein du mouvement antimafia. Des femmes de différents milieux sociaux et politiques signent la pétition contre la mafia et le désengagement de l'État. Le mouvement antimafia connaît une nouvelle évolution avec des groupements associatifs qui mènent des actions collectives.
Le 22 octobre 1988 se tient une manifestation nationale des femmes « contre la mafia et toutes les formes de violence » à laquelle participe Nilde Jotti, alors présidente de la Chambre des députés, mais le mouvement antimafia peine à se stabiliser et à déboucher sur des mesures politiques concrètes.
Les initiatives individuelles de lutte contre la mafia, provenant également de milieux plus populaires, continuent de se multiplier, en particulier d'un point de vue judiciaire. En 1985, Michela Buscemi est ainsi une des premières femmes à se porter partie civile contre la mafia pour le meurtre de ses deux frères. La liste des femmes s'opposant au système mafieux s'allonge parmi laquelle on retrouve Piera Lo Verso, Vita Rugnetta, Anna Pecoraro...

### Les années 1990

après l'attentat contre le juge antimafia Paolo Borsellino, 1992.

À la suite des assassinats des juges Giovanni Falcone, Francesca Morvillo et Paolo Borsellino le mouvement antimafia entre dans une nouvelle phase. À Palerme cette période est appelée l'Anno 1 del movimento antimafia (« Année 1 du mouvement antimafia »), cette formulation a cependant tendance à invisibiliser les origines historiques plus anciennes du mouvement antimafia, notamment sicilien,. Après les attentats à la bombe, l'année 1992 marque un tournant vers une demande croissante de justice de la part de la population civile et l'émergence d'une nouvelle antimafia. Dans ce nouvel essor du mouvement antimafia on note quatre caractéristiques majeures qui le différencient des précédents : 
Il y a d'abord un refus des anciennes idéologies politiques, notamment celle de la division archaïque entre le Parti communiste et la Démocratie chrétienne, qui est vue comme un obstacle à une résolution efficace du problème de la Mafia. Si jusqu'ici le mouvement antimafia n'était que peu soutenu par les politiques et les journalistes, laissant des magistrats comme Falcone seuls et désarmés, la donne change dès 1992. En 1996 une nouvelle loi, la loi 109, permet la confiscation des biens des personnes condamnées pour financer des coopératives sociales en vue de favoriser l'emploi, dans une extension de la loi de Rognoni-La Torre de 1982. Ceci a donné lieu à des apparitions croissantes de coopératives sociales,. Ainsi les vignobles de Centopassi (du nom du film Les cent pas) sont des terres de San Giuseppe Jato confisquées à la famille du mafieux Giovanni Brusca. L'association Libera et d'autres associations en assurent depuis 2005 la gestion. 150 hectares de vignes de Michele Greco dans la région de Palerme ont également été saisies. Ces saisies portent un coup dur à l'image et l'économie de la mafia sicilienne, dont le pouvoir est relié à un territoire, souvent agricole.

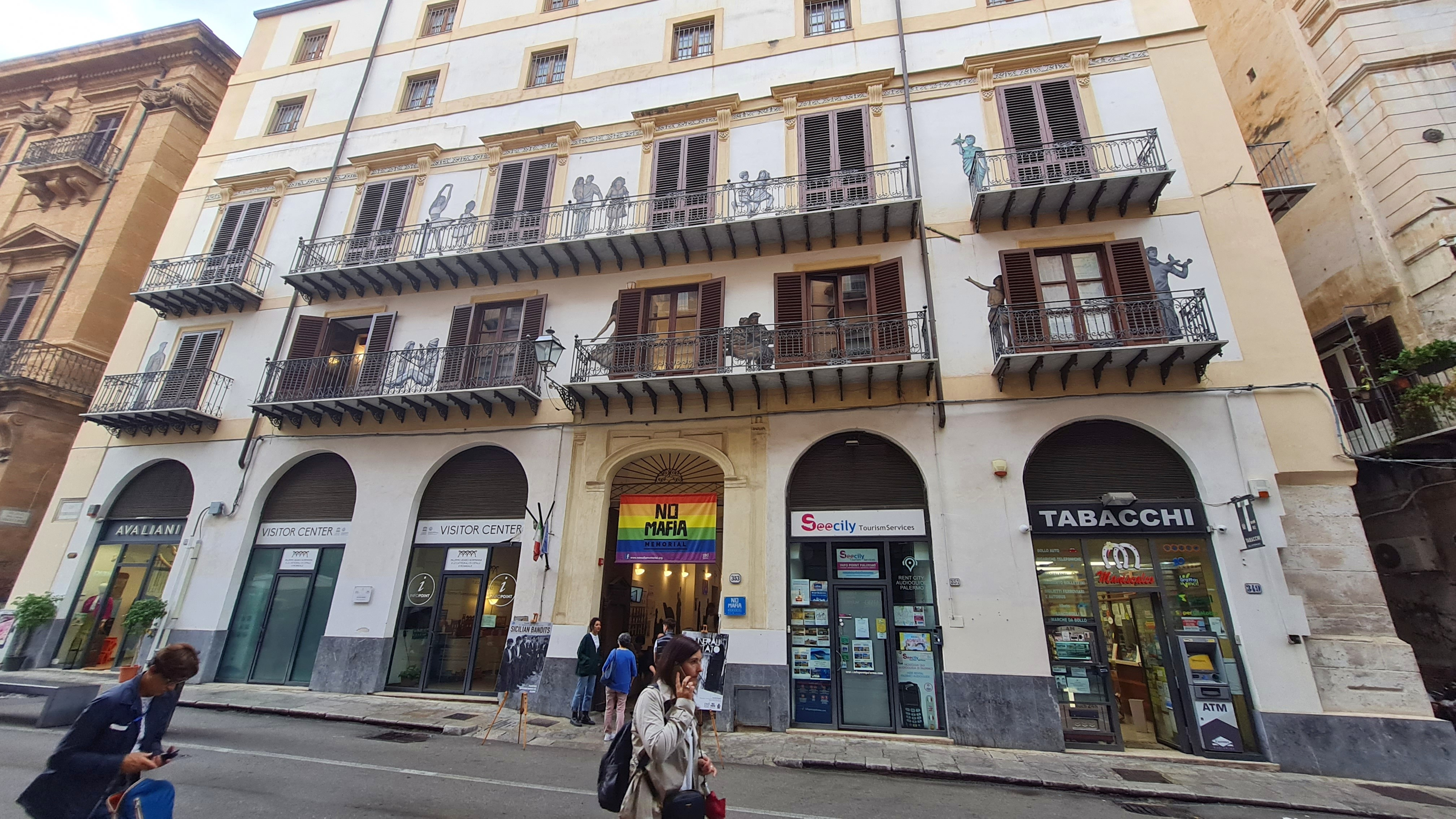
Le musée No Mafia Memorial à Palerme.

Il y a ensuite une centralité du rôle des écoles et de l'éducation populaire alors que le précédent mouvement s'appuyait sur le mouvement estudiantin et la magistrature. Des enseignants qui ne connaissaient auparavant rien au monde de la Mafia commencèrent à expliquer ce qu'il arrivait en Campanie, en Calabre et en Sicile. Ces personnes s'attachèrent à combattre des stéréotypes, par exemple la croyance que la Mafia serait issue d'une mentalité archaïque du sud de l'Italie. Des mères mafieuses ont par la suite confié à la justice que leurs enfants revenait de l'école en posant des questions sur la Mafia. Felicia Bartolotta Impastato laisse sa maison ouverte et y organise un lieu de mémoire pour son fils tué par la Mafia, en expliquant aux enfants les dynamiques de son pouvoir dans les quartiers. Des magistrats engagés, des militants et miltantes antimafia vont prendre la parole dans les écoles en en faisant une part importante de leur lutte antimafia, avec la croyance que l'engagement de la justice ne suffira pas à enrayer le phénomène si un mouvement politique, social et populaire ne suit pas. Les associations Libera et No Mafia Memorial instaurent des lieux de mémoire et développent des programmes d'éducation à destination des scolaires,.
Une autre caractéristique de ce mouvement antimafia est le rôle central joué par les femmes dans ce mouvement. Les enseignantes, étudiantes, professionnelles de la justice et surtout pendant les vingt premières années, les proches de victimes assassinées (le plus souvent des femmes) fondent les prémices d'un vaste mouvement social. Elles apportent une dimension plus culturelle et affective dans cette lutte, en soulevant en particulier la question du futur des jeunes générations.
La dernière caractéristique est constituée par la diversification des stratégies de lutte du mouvement avec l'implication du journalisme, du cinéma, de la musique et ses arts, ainsi qu'une implication désormais publique de l’Église, surtout depuis que le 21 mars 2014 à Rome le Pape François se joignit à la cérémonie de la journée des victimes de la mafia et excommunia les mafiosi publiquement.
Cette période est donc marquée par une importante prise de conscience de l'opinion publique italienne. La mafia n'est plus perçue comme une problématique locale, limitée au Sud de l'Italie. Après 1992, à la suite des attentats et assassinats contre les juges antimafia Giovanno Falcone et Paolo Borsellino plusieurs initiatives populaires antimafia importantes sont promues par des femmes comme le Comitato dei Lenzuoli (« Comité des draps ») et l'associazione donne per il digiuno (« Association des femmes pour le jeûne »),,. Durant l'été 1992, à Palerme, le choc provoqué par les attentats amène, en effet, à une réaction populaire publique qui contraste avec l'habituelle omertà qui entoure les actions de la mafia. De nombreux palermitains, en particulier des femmes, en signe de protestation, exposent aux balcons des draps, certains avec des messages antimafia, pour signifier leur rejet de la violence mafieuse. La sociologue Renate Siebert, y voit une forme de résistance civile dont la forme et les modalités d'expression sont intimmement liées à la sphère féminine et à l'héritage féministe. Le drap tâché de sang que l'on voit sur les photographies de cette période n'est plus utilisé pour couvrir les morts de la mafia, il étendu aux balcons de manière ostentatoire et devient « l'étendard d'une nouvelle résistance »,.
Le mouvement populaire le donne del digiuno naît le soir du 21 juillet 1992, après l'enterrement et les cérémonies funéraires des cinq officiers composant l'escorte du juge Paolo Borsellino. Durant les funérailles, des tensions apparaissent entre la population palermitaine empêchée de rendre un dernier hommage aux victimes de l'attentat, et les représentants politiques présents dans la cathédrale. Le lendemain, un groupe de femmes publie un communiqué annonçant une grève de la faim des citoyennes de Palerme. L'initiative se veut apolitique, extérieure au milieu associatif et menée en public sur la place Castelnuovo où se relaient les palermitaines. Cette grève de la faim collective est présentée comme une métaphore de la faim de justice et de vérité de la population.

### Les années 2000

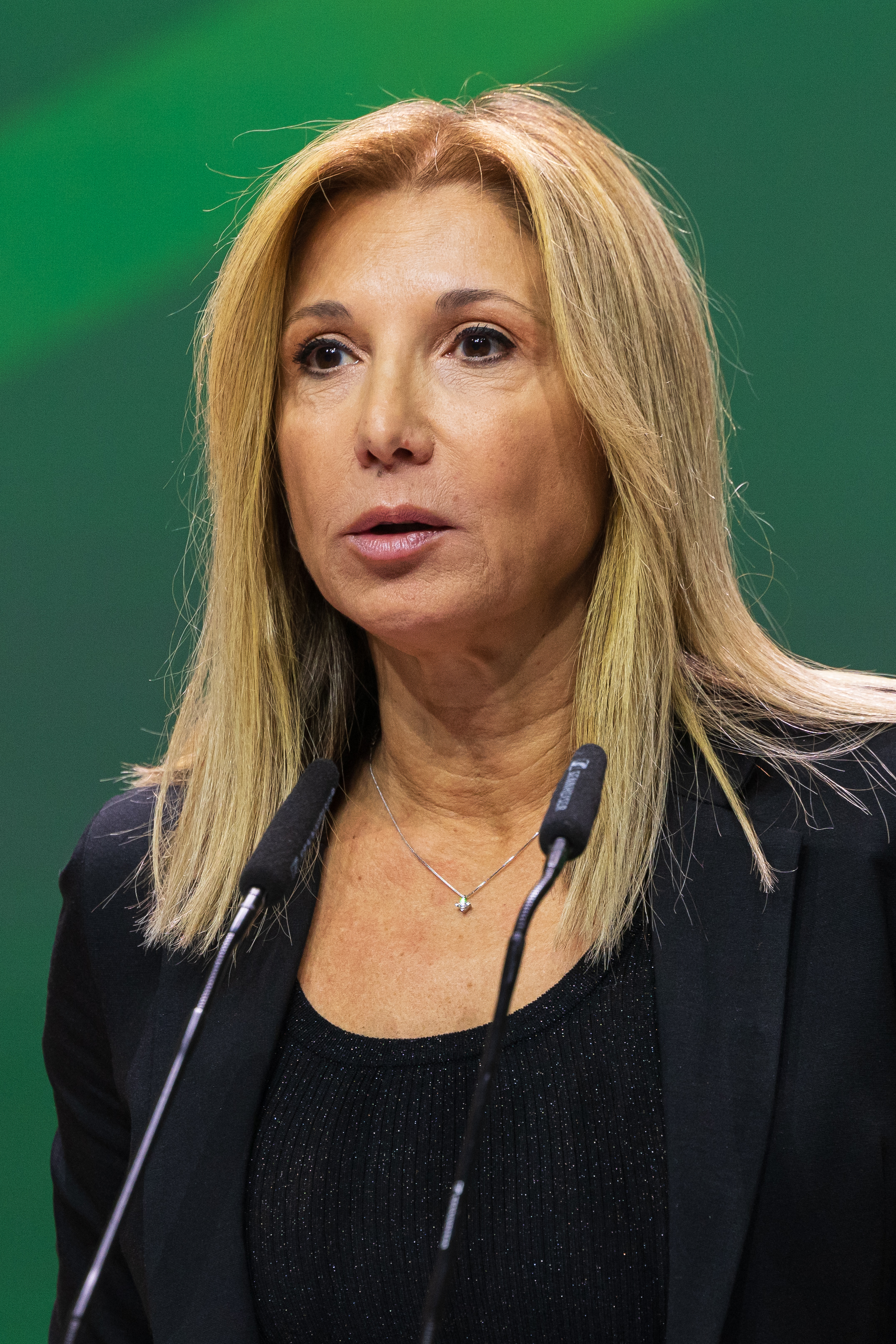
La juge Alessandra Cerreti utilise le potentiel de rebellion des femmes de familles mafieuses dans sa stratégie de lutte contre la mafia.

Le mouvement antimafia judiciaire prend conscience avec l'arrivée d'Alessandra Cerretti comme juge à Reggio di Calabre des freins posés par le sexisme même des juges et des procureurs qui n'imaginent pas, à l'instar des mafieux qu'ils poursuivent, l'importance des femmes dans leur organisation. En 2008, Alessandra Cerretti demande son transfert à Reggio di Calabria. Elle va s'opposer à la 'Ndrangheta en utilisant le potentiel de rébellion des femmes des clan pour le bien-être futur de leurs enfants,. Elle est pionnière dans cette méthode, obtenant la collaboration de Lea Garofalo, Maria Concetta Cacciola et Giuseppina Pesce⁣.
En 2010, Elisabetta Tripodi qui a grandi à Rosarno et vécu les exactions des clans de la 'Ndrangheta se présente aux élections et est élue au conseil municipal. Ce dernier a été dissous en 2008 en raison de son infiltration par le clan Pesce de la 'Ndrangheta,. Elle se porte partie civile en 2011 dans une action en expropriation contre la mère et des membres de la famille du parrain local Rocco Pesce malgré les menaces de mort qui l'obligent à vivre sous protection rapprochée. En 2014, elle participe à Milan à un symposium de lutte contre l'infiltration de la mafia réunissant une centaine de maires italiens. Elle préconise la poursuite de la répression de la mafia en s'attaquant à leurs intérêts économiques à travers la confiscation de leurs biens immobiliers. Son passage au sein de la mairie et les politiques menées, consistant à s'opposer à la 'Ndrangheta, ou en faveur des migrants travaillant les récoltes d'oranges et traités comme des esclaves, est qualifiée de « printemps de Rosarno », dans une ville jugée quasiment ingouvernable en 2021.

## Lutte par la justice

### Les victimes issues de familles mafieuses
Alessandra Cerretti persuadée que les femmes appartenant à des familles mafieuses en savent beaucoup, et que si on parvient à les convaincre de quitter leurs familles et de parler, on peut vaincre la mafia. Une des premières à le faire pour échapper à un univers de violences quaotidiennes et par désir d'offrir une autre vie à sa fille est Lea Garofalo. Cependant en raison du manque de soutien par le programme de protection des témoins qui finit par l'éjecter, elle est assassinée par son ex-mari Carlo Cosco. L'affaire Garofalo montre que pour parvenir à faire fuir les enfants et les femmes des familles dans lesquels elles sont expposées à la violence, il faut les soutenir davantage quand elles quittent leurs compagnons, or le programme de protection n'offre des garanties sérieuses qu'aux personnes criminelles repenties, pas aux personnes proches qui témoignent sans être criminelles, par un paradoxe étrange. De plus les informations transmises ne sont pas déterminantes, les autorités judiciaires ne prennent pas la personne qui est venue témoigner, qui risque alors d'être assassinée et torturée pour qu'elle rétracte ses aveux.

### Les témoins de la justice
Les testimoni di giustizia (« témoins de la justice ») sont à distinguer des collaboratrici di giustizia (« collaborateurs de la justice ») qui en revanche ont eu une participation active dans l'organisation criminelle avant de collaborer avec la justice. Un nombre conséquent de ces femmes témoignent à la suite de l'assassinat d'un de leurs proches. L'amplification de la violence mafieuse et la multiplication des assassinats amène à une réaction ainsi qu'à une nouvelle expression publique du deuil.

#### Rita Atria
Rita Atria (1974-1992) est une adolescente sicilienne issue d'une famille mafieuse. À la suite de l'assassinat de son père et de son frère par Cosa Nostra, elle décide de collaborer avec la justice italienne, notamment avec Paolo Borsellino, juge antimafia de Palerme. Exfiltrée de la Sicile, elle vit un temps à Rome où elle se suicide le 26 juillet 1992, une semaine après l'assassinat de Paolo Borsellino : elle avait 17 ans. Elle laisse derrière elle un journal intime dont certains extraits sont publiés sur le site de l'association antimafias Rita Atria. Dans certains passages devenus célèbres, elle condamne la culture mafieuse. Elle devient un des symboles de la lutte antimafia, en particulier dans les actions de sensibilisation auprès de la jeunesse. Son histoire a inspiré de nombreuses pièces de théâtre, de livres et de films.

#### Piera Aiello

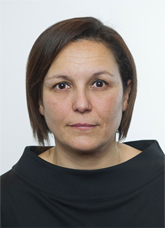
Piera Aiello, en 2018.

Belle-sœur de Rita Atria, Piera Aiello est la première parlementaire italienne élue sous le statut de « témoin de la justice », également membre de la Commission parlementaire antimafia. En 2008, elle est nommée présidente de l'association antimafia Rita Atria. En 2016, elle devient présidente d'honneur de l'association antimafia et antiracket Paolo Borsellino de Marsala. En 2017, elle est élue présidente de l'association antimafia et antiracket La verità vive.

#### Lea Garofalo

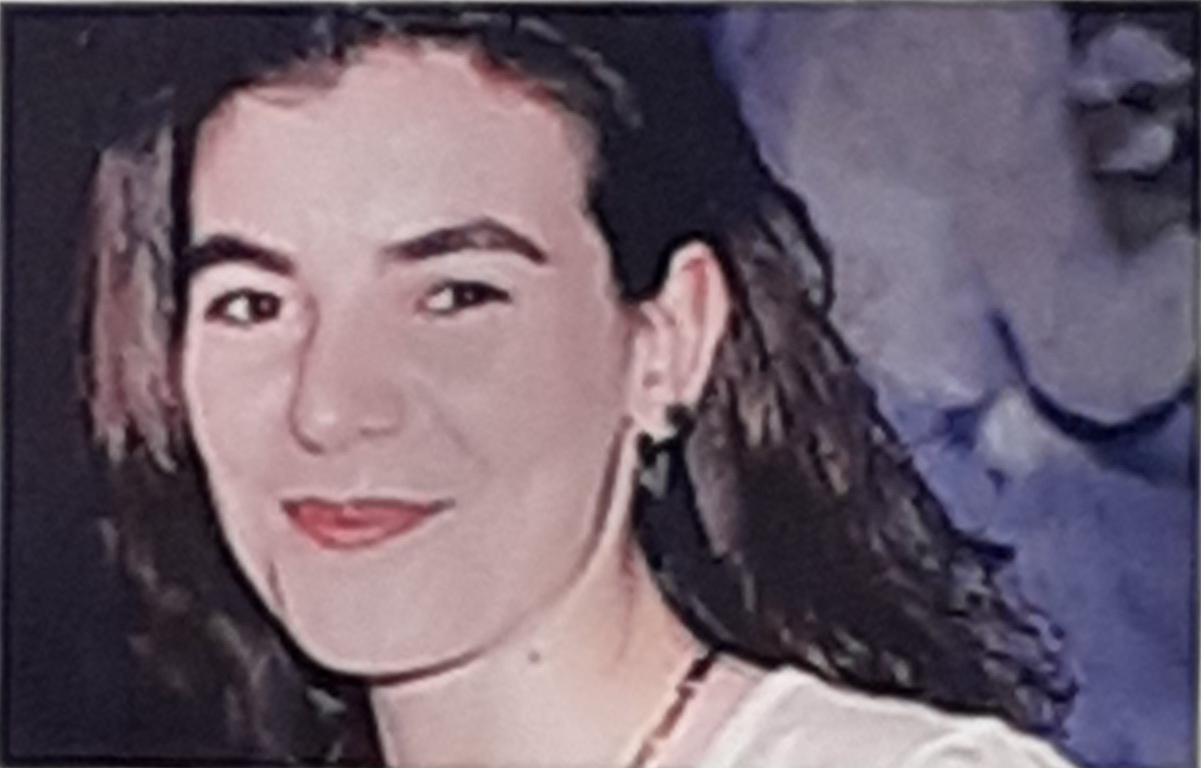
Lea Garofalo, symbole de la résistance à la 'Ndrangheta.

Lea Garofalo (1974-2009) dont le père et le frère Floriano Garofalo en sont des chefs locaux de la 'Ndrangheta, témoigne devant la justice contre celle-ci. Assassinée par son mari, elle devient un symbole de la résistance à la culture mafieuse. Sa fille Denise Garofalo témoigne contre son père lors du procès.

### Les proches de victimes assassinées
On retrouve principalement deux catégories de femmes ayant entrepris des actions contre la mafia après l'assassinat de leurs proches : les proches de servitori dello Stato (« serviteurs de l'Etat »). Mères, épouses, filles de magistrats, de policiers ou de politiques, elles sont généralement issues de milieux intellectuels et bourgeois. On retrouve également des femmes provenant de milieux plus populaires comme Francesca Serio, certaines sont également issues de l'univers mafieux et opèrent une rupture avec celui-ci, comme Felicia Bartolotta Impastato ou encore Michela Buscemi.

#### Francesca Serio alias Mamma Carnevale

Francesca Serio et Carlo Levi, 1er mars 2010.

Francesca Serio (1903-1992) est la mère du syndicaliste Salvatore Carnevale. Issue d'un milieu paysan très populaire, elle accompagne son fils dans son engagement social et militant. En 1951, elle participe à ses côtés à l'occupation des terres et au mouvement de protestation paysan en Sicile. Après l'assassinat de son fils en mai 1955, elle est une des premières femmes siciliennes à se constituer partie civile ; elle accuse la mafia et condamne la passivité des forces de l'ordre et l'inaction de la justice.

#### Felicia Bartolotta Impastato
Felicia Bartolotta Impastato est la mère du journaliste et militant antimafia Giuseppe Impastato assassiné le 9 mai 1978 par Cosa Nostra. Elle est l'épouse de Luigi Impastato, issu du milieu mafieux de Cinisi, décédé 8 mois avant la mort de son fils. À la suite des funérailles de son fils, elle décide de « fermer les portes de sa maison aux proches de son mari » et de ne pas céder aux intimidations. Soutenue par son autre fils Giovanni et les proches de Giuseppe, elle se rapproche des mouvements antimafia de l'époque et se constitue partie civile. Elle rencontre notamment Anna Puglisi et Umberto Santino du centre sicilien de documentation sur la mafia, puis intitulé à Giuseppe Impastato en hommage à son fils, ils l'aideront à rassembler la documentation nécessaire à la réouverture de l'enquête sur la mort de son fils. Elle obtiendra la condamnation de son fils, plus de vingt ans après les faits. En 1986, elle publie un livre-témoignage, La Mafia in casa mia (« la mafia dans ma maison ») et devient une figure active de la lutte antimafia italienne. En 2005, sa maison devient une Maison-Musée afin de rendre hommage à sa volonté de laisser toujours sa porte ouverte pour raconter l'histoire de son fils et dénoncer le système mafieux.

#### Rita Borsellino

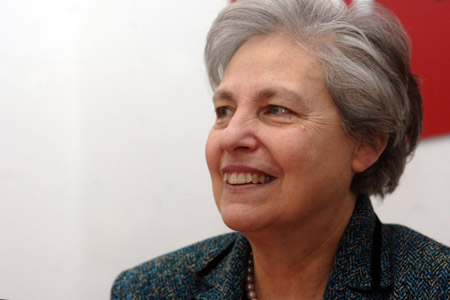
Rita Borsellino, sœur du juge Paolo Borsellino.

Rita Borsellino est la sœur du juge antimafia Paolo Borsellino. Elle devient une personnalité publique à la mort de son frère lors de l'attentat de via d'Amelio en 1992. Elle fonde en 1995 l'association contre la mafia Libera avec Don Luigi Ciotti, puis est candidate à la présidence de la Région sicilienne et élue députée européenne.

#### Maria Falcone

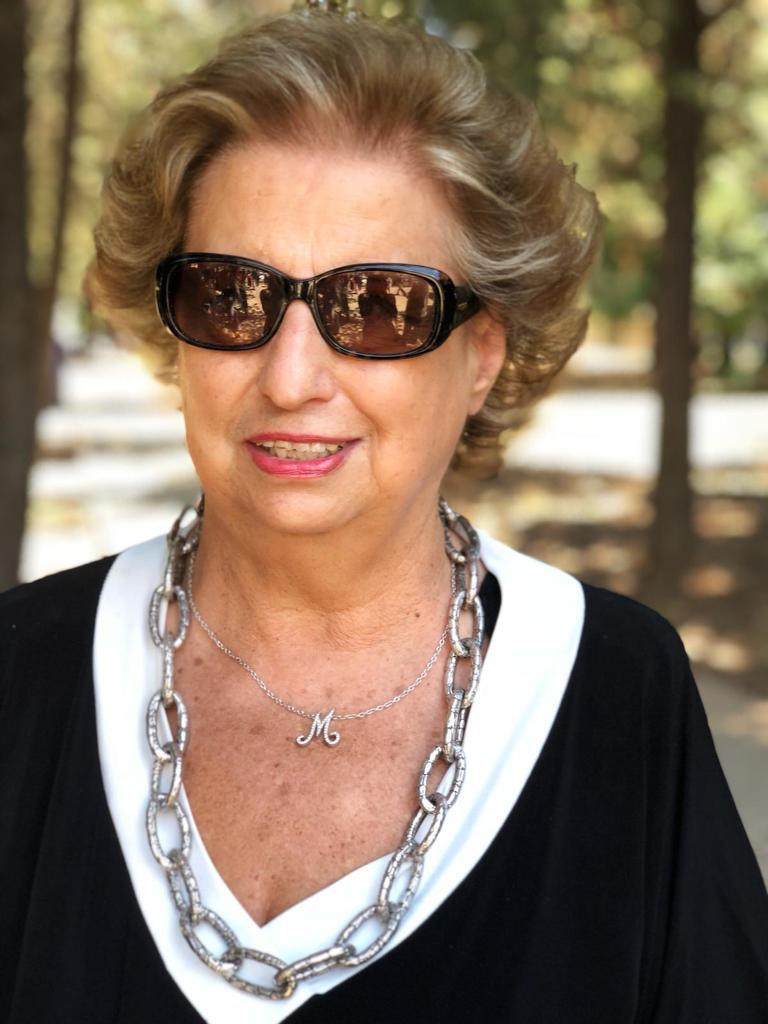
Maria Falcone, présidente de la Fondazione Falcone, 2018.

Maria Falcone est la sœur du juge antimafia Giovanni Falcone. Après la mort de son frère cadet, elle devient une figure active du mouvement antimafia en particulier par le biais de la fondation Falcone. Elle participe à la publication de nombreux textes de son frère ainsi qu'au maintien de sa mémoire en multpliant ses interventions dans les médias.

#### Giovanna Terranova
Giovanna Giaconia Terranova est l'épouse du magistrat et homme politique Cesare Terranova assassiné en 1979. Elle se constitue partie civile au procès contre Luigi Liggio. Issue de la haute bourgeoisie palermitaine, alors qu'elle ne s'est jamais engagée dans aucune activité sociales et politiques, elle devient une figure active de la lutte antimafia en Sicile. Elle est l'une des fondatrices et la première présidente de l'association des femmes siciliennes de la lutte contre la mafia. En 1988 elle reçoit le prix « Donna d'Europa ».

#### Maria Grazia Laganà
Maria Grazia Laganà médecin et directrice adjointe de l'autorité sanitaire de Locri et également députée parlementaire, rejoint la commission antimafia après l'assassinat en 2005 de son mari, Francesco Fortugno, ancien vice-président du Conseil régional de Calabre (en) assassiné par la 'Ndrangheta le 16 octobre 2005. Il avait entrepris de lutter contre l'infiltration de la 'Ndrangheta dans les attributions de marchés publics des milieux hospitaliers,,. Son père est l'ancien député Mario Laganà (it).

#### Rosanna Scopelliti

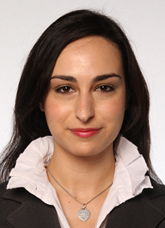
Rosanna Scopelliti en 2013, tout juste élue députée.

Rosanna Scopelliti (it), militante antimafia à Ammazzateci tutti dont elle est la coordinatrice nationale et députée de 2013 à 2018 au sein de Nouveau Centre droit, elle est également présidente de l'association Antonino Scopelliti (it), son père, magistrat calabrais assassiné le 9 août 1991 par la 'Ndrangheta. En tant que députée, elle rejoint la commision parlementaire antimafia.

### Les professionnelles de la justice: juges et policières

#### Ilda Boccassini
Ilda Boccassini entre dans la magistrature en 1979 et s'engage sa vie durant dans la lutte antimafia. Elle prend part aux enquêtes de la Duomo Connection sur l'infiltration de la Mafia à Milan, puis enquête sur l'attentat contre le juge Falcone en 1992, ce qui aboutit à l'arrestation de Toto Riina. Elle prend la tête de l'opération Mains Propres en 1994. En 2010, devenue procureure à Milan, elle enquête sur la 'Ndranghetta et contribue à l'arrestation de 300 mafieux dont Domenico Oppedisano. Elle enquête également durant quinze ans sur Silvio Berlusconi, et l'inculpe d’abus de pouvoir et de recours é la prostitution de mineure durant le Rubygate.

#### Alessandra Dolci
Magistrate depuis 1986, Alessandra Dolci sert pendant dix ans au parquet de la République de Monza dans le cadre d’enquêtes sur la corruption. Puis, à partir de 2001, en tant que Substitut du Procureur de la République de la Direction Distrrettuale Antimafia de Milan, elle s’occupe d’enquêtes sur le crime organisé, en particulier sur les infiltrations et les collusions de la 'Ndrangheta sur le territoire lombard. Le 20 décembre 2017, elle est nommée Procureure adjointe de la République et depuis le 12 janvier 2018 elle coordonne la Direction du District antimafia de Milan et le Bureau des mesures préventives. Elle explique les métamorphoses de la criminalité organisée au Nord, une « nouvelle » mafia « sans coups de feu », entrepreneuriale, qui cherche à maintenir le statu quo et à vivre tranquillement d’un côté avec une certaine politique et de l’autre avec le monde professionnel, mais aussi la franc-maçonnerie et l’Église. Pour la magistrate, c’est la version 4.0 de la 'Ndrangheta qui s'étend au Nord de la pénisule, tout en maintenant un lien fort avec ses racines calabraises : « en plus de réservoirs de main-d’œuvre, les organisations criminelles se sont spécialisées dans la création de filières dont la seule fonction est d’émettre des factures pour des opérations inexistantes, c’est-à-dire de céder des crédits d’impôt fictifs. »

## Au sein des associations

### Association des femmes siciliennes pour la lutte contre la mafia

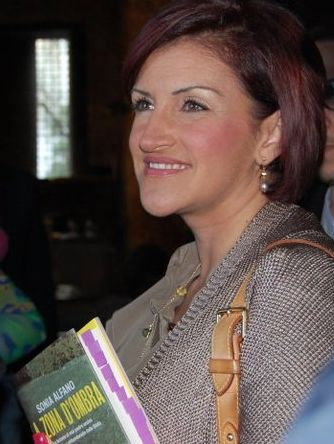
Sonia Alfano, présidente de l'Association nationale des proches des victimes de la mafia depuis 2008.

La première association de lutte antimafia italienne, l'Association des femmes siciliennes pour la lutte contre la mafia est créée en 1984, la plupart de ses membres sont des femmes. L'association naît à la suite d'actions menées par un comité de femmes, déjà actives dans les années 1970, dont les protagonistes sont Rita Bartoli Costa, Giovanna Terranova et Caterina Mancuso. Toutes trois sont veuves de fonctionnaires et de personnalités publiques assassinées par la mafia. Ces dernières envoient au président de la République et aux présidents des régions de Sicile et de Calabre une pétition populaire demandant une réaction des pouvoirs publics et une implication directe de l'État italien et des régions dans la lutte contre la mafia. La pétition récolte à l'époque plus de 30 000 signatures. Des militantes politiques actives dans d'autres associations et mouvements comme Anna Puglisi rejoignent alors l'association. En mars 1982, le comité publie un manifeste définissant la lutte contre les violences mafieuses comme une défense de la démocratie et une lutte pour l'égalité de genre. En janvier 1984, le comité se monte en association, Giovanna Terranova, épouse du magistrat et homme politique Cesare Terranova assassiné en 1979, en est la première présidente. Rapidement l'association est confrontée à des tensions internes et aux ambiguïtés d'un mouvement antimafia officiel qui exclut Michela Buscemi, Vita Rugnetta et Piera Lo Verso d'un accès aux fonds récoltés pour payer les frais de justice et les avocats des parties civiles. L'origine sociale de ces trois femmes provenant de familles mafieuses est la cause de leur exclusion des programmes d'aide juridictionnelle. L'association et le centre Giuseppe Impastato font alors le choix de soutenir les femmes se portant parties civiles dans les procès antimafia, ce qui provoque plusieurs départs de l'association.

### Les femmes et l'association Libera
Les femmes ont un rôle important dans la fondation de l'association citoyenne Libera. Luigi Ciotti reconnaît que l'inspiration d'une journée commémorative pour les victimes innocentes de la Mafia doit beaucoup aux échanges avec deux mères de policiers assassinés par Cosa Nostra : Carmela Montinaro, mère d'Antonio Montinaro, chef d'escorte du juge Giovanni Falcone tué dans l'attentat de Capaci, et Saveria Antiochia, mère de Roberto Antiochia, tué alors qu’il s’était porté volontaire pour protéger le commissaire de police Ninni Cassarà. Depuis 1996, le 21 mars est devenu la Journée nationale de mémoire et d’engagement en souvenir des victimes innocentes des mafias, victimes du droit, d’actes terroristes ou de tueries.
Vincenza Rando, sénatrice et avocate de Libera, travaille en 2024 à un changement de législation qui permettrait aux femmes ayant fui leur famille mafieuse de pouvoir changer de nom afin d'espérer échapper définitement à l'emprise de leur famille et aux risques de rétorsion après leur fuite.
Daniela Marcone, fille de Francesco Marcone, assassiné par la mafia en 1995, partage la vice-présidence de Libera avec Francesca Rispoli.

### Centre sicilien de documentation «Giuseppe Impastato»

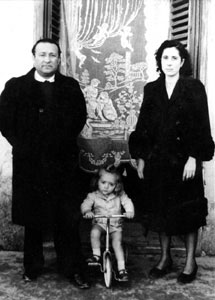
Peppino Impastato enfant avec sa mère Felicia Impastato et son père mafieux Luigi Impastato.

En 1977 le Centro Siciliano di Documentazione est fondé par Anna Puglisi, mathématicienne de formation, et son mari, le sociologue et historien Umberto Santino, avec la participation des journalistes et photographes Letizia Battaglia et Franco Zecchin[pas clair]. Il s'agit d'un centre d'études dédié à la recherche et documentation sur la mafia mais également un lieu de soutien matériel aux victimes et personnes engagées dans la lutte contre la mafia. Le centre demande d'abord la réouverture de l’enquête sur la mort du journaliste Giuseppe Impastato après son assassinat à Cinisi en 1978, la première instruction baclée en quelques heures ayant conclu au suicide en ignorant la présence d'indices impliquant la mafia. Vingt-cinq ans plus tard, le commanditaire de l’assassinat est finalement condamné grâce à cette première forme d’association anti-mafia. Le centre constitue, par ailleurs, la plus importante bibliothèque du monde sur la mafia.
Très active dans le milieu antimafia sicilien, Anna Puglisi devient une figure médiatique omniprésente dans le débat public italien : elle intervient régulièrement dans les médias, dans les écoles, elle est présente dans les manifestations mais aussi lors des procès où le centre apporte autant un soutien moral que matériel aux victimes et aux personnes témoignant contre la mafia. Son travail de recherche se concentre en particulier sur la place des femmes dans le contexte mafieux,. Elle est notamment l'autrice en 1986, avec Antonia Cascio, de l'une des premières études relatives aux rapports entre femmes et mafia.

### Ammazzateci tutti(«Tuez-nous tous»)
L'assassinat de Francesco Fortugno en 2005 provoque une grande indignation dans la région Calabre. Des manifestations de jeunes débouchent sur la création du mouvement social antimafia Ammazzateci tutti (Tuez-nous tous) ciblant plus particulièrement la 'Ndrangheta. Rosanna Scopelliti, dont le père est le magistrat calabrais assassiné Antonino Scopelliti (it), est la coordinatrice nationale d'Ammazzateci tutti. D'autres femmes politiques sont issues de ce mouvement, comme Dalila Nesci et Sonia Alfano. Trois femmes ont par ailleurs présidé la Commission parlementaire antimafia : Tiziana Parenti, Forza Italia (1994-1996), Rosy Bindi (2013-2018) et Chiara Colosimo. L'élection de cette dernière ex-militante d'extrême-droite à ce poste est toutefois critiquée en raison de ses liens présumées avec Luigi Ciavardini, condamné en 2007 pour les attentats de la gare de Bologne, qui a causé la mort de 86 personnes le 2 août 1980.

### Association antimafia «Rita Atria»
L'association est créée en 1994 à Milazzo-Messina par deux étudiants Nadia Furnari et Santina Latella en hommage à Rita Atria, jeune fille issue famille mafieuse, décédée à 17 ans après avoir collaboré avec le juge antimafia Paolo Borsellino. Son objectif est de promouvoir et diffuser la culture de la légalité, et d'éveiller la conscience antimafieuse et antifasciste. L'association Rita Atria choisit rapidement de mener des actions à destination de la jeunesse. En 1995, ont lieu les premières interventions dans les écoles avec la participation de Rita Borsellino et Nino Caponnetto. En 1996, l'association se mobilise pour la réouverture de l'enquête autour de l'homicide de Graziella Campagna, assassinée en 1985 à Villafranca à l'âge de 17 ans.
Elle organise fréquemment à la date anniversaire de la disparition de Rita, des cérémonies commémoratives et des événements militants antimafia. En 1997, l'association organise de nouvelles funérailles pour Rita Atria avec une messe à Partanna d'où la jeune fille est originaire. En 2008, la députée Piera Aiello, la belle-sœur de Rita Atria, également témoin de justice, est nommée présidente de l'association anti-mafia. En 2022, l'association et Anna Maria Atria, la sœur de Rita ont demandé la réouverture de l'enquête sur les causes de la mort de Rita Atria, remettant en cause la thèse du suicide.

### Association des femmes de San Luca
Rosy Canale, après s'être opposée à la distribution de drogue par la 'Ndrangheta dans la discothèque et le restaurant qu'elle possède à Reggio de Calabre, est battue et reste des mois à l'hôpital. Elle a créé en 2007, après la tuerie de Duisburg, l'Association des femmes de San Luca pour sortir les jeunes de la rue en s'appuyant sur leurs mères afin de les éloigner de la 'Ndrangheta. L'association obtient environ 160 000 euros du ministère de la jeunesse et de la fondation Enel Cuore pour construire une ludothèque pour les enfants. Rosy Canale se sert d'une partie des fonds pour acheter une smart, des habits de marque et des vacances. Elle est arrêtée en décembre 2013.

## Les médias: journalistes, reportages photographiques et télévisuels

### Federica Angeli
Federica Angeli est une journaliste placée sous protection policière après ses enquêtes sur le clan mafieux des Spada à Rome, impliqué dans des pratiques d'usure et de drogue à Ostie.

### Letizia Battaglia

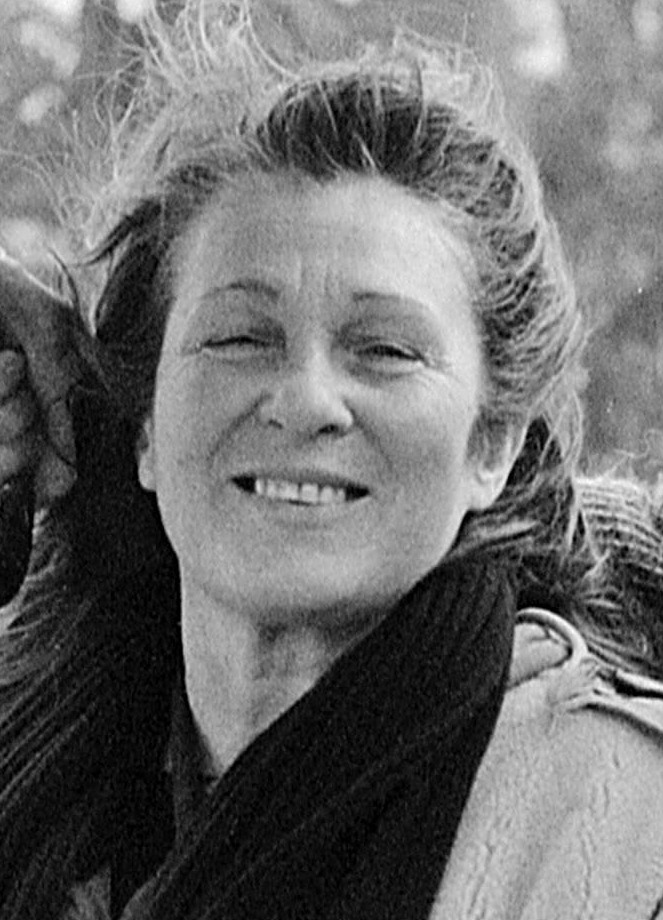
Letizia Battaglia, 1987.

Une reporter photographe, Letizia Battaglia entreprend de photographier dès les années 1970 la violence dans les rues de Palerme afin de la démystifier et pour contrecarrer l'image romantisée et factice de la mafia promue par des films tels que Le Parrain (1972) de Francis Ford Coppola. Battaglia produit de nombreuses photographies en noir et blanc de cadavres ensanglantés de personnes assassinées dans les rues, qu'elle va même utiliser dans des affichages sauvages dans les rues de Palerme,. Battaglia souligne la forte implication des femmes veuves des policiers et juges assassinés dans la continuation de la lutte contre la mafia : Giuseppina Zacco, veuve de Pio la Torre assassiné le 30 avril 1982, Rita Bartoli, veuve du juge Gaetano Costa, Rita Borsellino, Lucia Cassara.
En 1979, elle photographie Giulio Andreotti en compagnie du mafieux Nino Salvo,.
Elle avait elle-même oublié l’existence de ces clichés mais ceux-ci ressortent en 1993 lorsque la police fouille ses archives. Ils constituent la seule preuve matérielle du lien unissant les deux hommes, et deviennent un symbole de la lutte contre la mafia.

### Rosaria Capacchione
Rosaria Capacchione est une femme politique et journaliste italienne, sénatrice italienne du Parti démocrate de 2013 à 2018, activement opposé à la Camorra, une organisation mafieuse dans la région napolitaine entrainant de nombreuses menances de mises à mort à son encontre.

### Marinela Natale
À l'origine de nombreux reportages sur la mafia, cette journaliste d'investigation est contrainte de vivre sous protection armée depuis 2017, à la suite de menaces de mort proférées par le chef de la mafia Francesco « Sandokan » Schiavone. La Fédération nationale de la presse italienne (FNSI), le Sindicato unitario giornalisti della Campania (Sugc) et le groupe de défense de la liberté de la presse Articolo 21 ont exprimé leur soutien à Natale et appelé les autorités italiennes à assurer la sécurité des journalistes.

### Marilù Mastrogiovanni
Directrice d’Il Tacco d’Italia, un site d’information qu’elle a fondé en 2003, la journaliste d’investigation Marilú Mastrogiovanni est une spécialiste de l’organisation mafieuse Sacra Corona Unita. Elle s’intéresseparticulièrement à la gestion des déchets dans la région des Pouilles, un business juteux qui permet à ce réseau criminel de prospérer grâce au soutien de certains représentants locaux. Comme une dizaine de ses collègues, son enquête expose la journaliste à des menaces de mort régulières. Elle vit sous protection policière.

### Fimmina TV
En 2012, Raffaella Rinaldis, assistée par une équipe de 13 femmes et deux hommes, crée Fimmina TV, une télévision communautaire destinée à combattre les stéréotypes sur la Calabre, « dont les médias ne parlent qu'à travers le prisme de la criminalité organisée ». Elle y met notamment en avant des femmes s'illustrant dans la lutte antimafia : Maria Carmela Lanzetta, maire de Monasterace devenue ministre ; Elisabetta Tripodi, élue maire de Rosarno sur un programme anti-'Ndrangheta ; Alessandra Cerreti, procureure à Reggio de Calabre, qui s'est fait une spécialité de convaincre les femmes de la 'Ndrangheta d'aider la justice, en se basant sur leur principal moteur, faire échapper leurs enfants à une vie de Ndranghetiste : tueur pour les garçons, outil patrimonial de reproduction pour les filles. Ces émissions de télévision et internet sont deux moyens permettant un contact avec l'extérieur, et qui peuvent jouer un rôle d'émulation, en présentant l'action de repenties ou rebelles.

## Dans le milieu politique

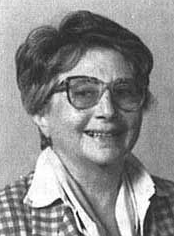
Pina Maisano Grassi, s'est engagée dans la lutte contre la corruption et contre le pizzo.

Après la mort de son mari Libero Grassi, l'architecte Pina Maisano Grassi (1928-2016) continue son combat contre le pizzo en se faisant élire comme sénatrice. Elle s'investit dans la commission des travaux publics car elle est persuadée que c'est dans l'attribution des contrats publics que se trouve la clef de la lutte contre la mafia. Elle participe à la commission pour l'examen de la réouverture d'enquêtes sur les liens entre Giulio Andreotti et la mafia. En 2004 elle rejoint le mouvement d'Addiopizzo pour lutter contre le pizzo, le racket systématique qui est à la base de l'économie mafieuse. Elle fait partie de la commission qui filtre l'inscription des commerces et des entreprises sur la liste « sans pizzo ». Elle s'investit aussi dans les projets d'éducation à la légalité dans les écoles.
Trois femmes ont présidé la Commission parlementaire antimafia : Tiziana Parenti, Forza Italia (1994-1996), Rosy Bindi (2013-2018) et Chiara Colosimo (depuis 2023). La nomination de cette dernière, députée du parti Fratelli d’Italia proche de Georgia Melloni suscite une forte réaction en Italie,. Chiara Colosimo née en 1986 est une ancienne militante d’extrême droite, et un reportage de la chaine télévisée publique italienne Rai 3 révèle une photographie d'elle et de Luigi Ciavardini, membre des Nuclei Armati Rivoluzionaricondamné en 2007 pour son implication dans l'attentat de la gare de Bologne en 1980.
Parmi les autres femmes politiques éminentes figurent également : 
- Rosaria Capacchione[114] ;
- Antonella De Miro ;
- Maria Maniscalco ;
- Jato et Gigia Cannizzo ;
- Elisabetta Tripodi ;
- Maria Carmela Lanzetta ;
- Piera Aiello.

## Recherche académique

### Alessandra Dino
Née à Palerme le 25 novembre 1963, Alessandra Dino est une spécialiste de la mafia et du crime organisé de manière générale. Elle analyse ces milieux à l'aune d'une approche sociologique sur leurs déviances, leurs liens avec le monde des affaires, de l'information et celui de la politique, la place des femmes dans ces systèmes, les marginalités sociales. Elle s'intéresse aussi aux dimensions religieuses et symboliques qui peut exister dans ces milieux, par les codes d'honneur qui s'y développent et la relation avec le catholicisme. De la place des femmes dans ces milieux, elle porte une attention sur les féminicides mais aussi sur leur place dans ces univers mafieux empreint du système patriarcal auquel elles appartiennent, souvent attendues d'être reléguées à un statut passif et sacralisé.